# Lock 'n' Chase
Lock 'n' Chase (ロックンチェイス?, Rokku n Cheisu) è un videogioco d'azione per arcade edito dalla Data East nel 1981. Esso è basato sul personaggio di fantasia Arsenio Lupin, nato dalla penna di Maurice Leblanc nel 1905, che allora era piuttosto popolare in Giappone. 
Il titolo fu concesso in licenza alla Mattel Electronics, che produsse i porting casalinghi per Intellivision e Atari 2600 nel 1982, più una versione per Apple II nel 1983. Data East stessa lo convertì per la console portatile Game Boy nel 1990.
È stato emulato per la prima volta e incluso all'interno della raccolta Data East Arcade Classics per Wii.

## Modalità di gioco
Il protagonista è un ladro di nome Lupin. Scopo del gioco è di far entrare Lupin nel labirinto e raccogliere tutte le monete e, se possibile, ogni altro tesoro che potrebbe apparire; Lupin deve poi uscire dal dedalo tramite il soffitto, senza essere catturato dai poliziotti (Super D). Lupin può aprire e chiudere i passaggi all'interno del labirinto, in modo da intrappolare temporaneamente i Super D e permettergli di distanziarli. Egli può chiudere solo due porte per volta. I poliziotti Super D si chiamano Stiffy, Scaredy, Smarty e Silly.
Le monete (raffigurate come puntini) valgono 20 punti l'una. In ogni livello di Lock 'n' Chase, vi sono delle borse di denaro che appaiono casualmente nel centro dello schermo. Tali borse hanno un valore crescente di 500, 1000, 2000 e fino a 4000 punti. Ogni livello ha anche uno specifico tesoro che appare vicino al centro del labirinto (molto simile al cibo bonus di Pac-Man): un cappello a cilindro, una corona, una valigetta ed un telefono. I primi tre hanno rispettivamente un valore di 200, 300 e 500 punti. Altri tesori divengono noti al giocatore man mano che supera i livelli successivi.